# 山口豊隆
山口 豊隆（やまぐち とよたか、元禄15年（1702年）- 享保14年6月25日（1729年7月20日））は、常陸牛久藩の嫡子。第4代藩主・山口弘豊の長男。母は越前松平直堅の娘。正室は戸田光輝の娘。通称、求馬。
牛久藩嫡子として生まれ、正徳5年（1715年）徳川家継に拝謁する。しかし、家督を相続することなく享保14年（1729年）に早世した。代わって、和泉国大庭寺藩から山口弘長を養子に迎え、嫡子とした。